# Aglaophamus profundus
Aglaophamus profundus är en ringmaskart som beskrevs av Rainer och Anne D. Hutchings 1977. Aglaophamus profundus ingår i släktet Aglaophamus och familjen Nephtyidae. Inga underarter finns listade i Catalogue of Life.